# Gliptale
Gliptale – bezbarwne żywice polimerowe z grupy alkidali. Otrzymywane są w wyniku polikondensacji gliceryny z kwasem ftalowym. Stosowane są do wyrobu lakierów samoschnących lub schnących w podwyższonej temperaturze. Były pierwszymi poznanymi alkidalami.